# En kvinna kallad Golda
En kvinna kallad Golda (engelska: A Woman Called Golda) är en amerikansk biografisk film från 1982 i regi av Alan Gibson. Filmen handlar om den israeliska premiärministern Golda Meir, porträtterad av Ingrid Bergman. I andra viktiga roller ses Ned Beatty, Franklin Cover, Judy Davis, Anne Jackson, Robert Loggia, Leonard Nimoy och Jack Thompson. Filmen nominerades till sju Emmy Awards och mottog tre samt erhöll även en Golden Globe. Filmen är Ingrid Bergmans sista.

## Rollista i urval
- Ingrid Bergman - Golda Meir
- Ned Beatty - senator Durward
- Franklin Cover - Hubert Humphrey
- Judy Davis - Golda som ung
- Anne Jackson - Lou Kaddar
- Robert Loggia - Anwar Sadat
- Leonard Nimoy - Morris Meyerson
- Jack Thompson - Ariel
- Anthony Bate - Sir Stuart Ross
- Ron Berglas - Stampler
- Bruce Boa - Mr. Macy
- David de Keyser - David Ben-Gurion
- Barry Foster - major Orde Wingate
- Nigel Hawthorne - kung Abdullah
- Yossi Graber - Moshe Dayan
- Louis Mahoney - journalist